# 第4回ニューヨーク映画批評家協会賞
『第4回ニューヨーク映画批評家協会賞』は、1938年の優秀な映画に贈られた賞である。1939年1月3日に発表された。

## 受賞
- 作品賞：
  - 城砦

- 主演男優賞：
  - ジェームズ・キャグニー - 汚れた顔の天使

- 主演女優賞：
  - マーガレット・サラヴァン - 三人の仲間

- 監督賞：
  - アルフレッド・ヒッチコック - バルカン超特急

- 外国映画賞：
  - 大いなる幻影（ フランス）

- 特別賞：
  - ウォルト・ディズニー - 白雪姫